# Secrétariat d'État à l'Amérique latine
Le secrétariat d'État à l'Amérique latine et aux Caraïbes et à l'Espagnol dans le monde d'Espagne (en espagnol : Secretaría de Estado para Iberoamérica y el Caribe y el Español en el Mundo) est le secrétariat d'État chargé des relations entre l'Espagne et l'Amérique latine entre 2006 et 2010 et à partir de 2021.
Il relève du ministère des Affaires étrangères, de l'Union européenne et de la Coopération.

## Missions

### Fonctions
Le secrétariat d'État est l'organe supérieur du ministère directement responsable de la formulation et de l'exécution de la politique étrangère de l'Espagne au sujet de l'Amérique latine et des Caraïbes, ainsi que de la formulation, la coordination et l'exécution de la politique étrangère de l'Espagne pour la défense et la promotion de l'Espagnol dans le monde, sans préjudice des compétences attribuées au ministère de la Culture et des Sports dans ce domaine.

### Organisation
Le secrétariat d’État s'organise de la manière suivante,,, : 
- Secrétariat d'État à l’Amérique latine et aux Caraïbes et à l'Espagnol dans le monde (Secretaría de Estado para Iberoamérica y el Caribe y el Español en el Mundo) ; 
  - Direction générale de l’Amérique latine et des Caraïbes ;
    - Sous-direction générale du Mexique, de l'Amérique centrale et des Caraïbes ;
    - Sous-direction générale des Pays des Andes ;
    - Sous-direction générale des Pays du MERCOSUR et des Organismes multilatéraux d'Amérique latine ;

  - Direction générale de l'Espagnol dans le monde ;
    - Sous-direction générale de la Cohérence dans l'action de développement de l'Espagnol ;
    - Sous-direction générale du Développement de l'Espagnol dans le monde ;

  - Institut Cervantes.

## Titulaires
| Titulaire                                                                               | Titulaire               | Début      | Fin         | Parti | Ministre               |
| --------------------------------------------------------------------------------------- | ----------------------- | ---------- | ----------- | ----- | ---------------------- |
|                                                                                         | Trinidad Jiménez        | 09/2006    | 09/04/2009  | PSOE  | Miguel Ángel Moratinos |
|                                                                                         | Juan Pablo de Laiglesia | 18/04/2009 | 27/07/2010  | Sans  | Miguel Ángel Moratinos |
|                                                                                         |                         |            |             |       |                        |
|                                                                                         | Juan Fernández Trigo    | 21/07/2021 | 20/12/2023  | Sans  | José Manuel Albares    |
|                                                                                         | Susana Sumelzo          | 20/12/2023 | En fonction | PSOE  | José Manuel Albares    |
| Titres successifs : - Depuis 2021 : Amérique latine, Caraïbes et Espagnol dans le monde |                         |            |             |       |                        |